# Huelgas de Durban de 1973
Las huelgas de Durban de 1973 fueron una serie de huelgas en y alrededor de Durban, Sudáfrica. Empezaron el 9 de enero cuando trabajadores en la  factoría de Coronation Brick and Tile hicieron una huelga. Más de 60 000 trabajadores negros estuvieron implicados, y la huelga supuso un punto de inflexión importante en el edificio del sindicalismo anti-apartheid.